# Puerto Ordaz

Puerto Ordaz é uma cidade localizada no estado de Bolívar, ao nordeste da Venezuela. Junto com San Félix formam um zona urbana chamada Ciudad Guayana.